# Ambla
Ambla era un comune rurale dell'Estonia centrale, nella contea di Järvamaa. Il centro amministrativo era l'omonimo borgo (in estone alevik).
Nel 2017 il comune si è fuso insieme ad Albu,  Imavere, Järva-Jaani, Kareda, Koeru e Koigi nel nuovo comune di Järva.

## Località
Oltre al capoluogo, il comune comprende altri due borghi, Aravete e Käravete, e 10 località (in estone küla):
Roosna - Jõgisoo - Kurisoo - Märjandi - Sääsküla - Reinevere - Raka - Kukevere - Mägise - Rava.